# Marianela Balbi
Marianela Balbi Ochoa (estado Bolívar, 7 de enero de 1963) es una periodista venezolana, directora ejecutiva del Instituto Prensa y Sociedad (IPYS Venezuela) egresada de la Universidad Católica Andrés Bello en 1985.

## Trayectoria
Balbi se ha especializado en el Periodismo de Investigación. En 2009 publicó su opera primera titulada El rapto de la odalisca, editado por el sello Aguilar del Grupo Santillana. Ha enseñado en el Diplomado de Periodismo de Investigación de la Universidad Metropolitana la materia Narrativa en el Periodismo de Investigación, y en el Diplomado de Periodismo de Investigación de la Universidad Católica Andrés Bello. Desde abril de 2012 se desempeña como directora ejecutiva de la ONG Instituto Prensa y Sociedad (Ipys Venezuela), una institución guardiana de la libertad de expresión, y promotora del Periodismo de Investigación en Venezuela.